# Lac Albert (Nouvelle-Galles du Sud)
Le lac Albert  est un lac artificiel situé près de la ville de Wagga Wagga en Nouvelle-Galles du Sud en Australie.

## Géographie
D'une superficie de 125 ha,  le lac fut construit dans les années 1890 dans une région de marécages, les Swampy Plains et reçut le nom du Prince Albert. 
Entouré de parcs boisés, le lac était utilisé pour les sports nautiques, la pêche et la promenade sur ses rives. Il accueille sur ses rives le club de bateaux et l'un des deux clubs de golf de la ville de Wagga Wagga.
Lac Albert est aussi le nom d'un quartier de Wagga Wagga situé sur les rives du lac. 
Contaminé par des E. coli, l'accès du lac a été interdit en mars 2008

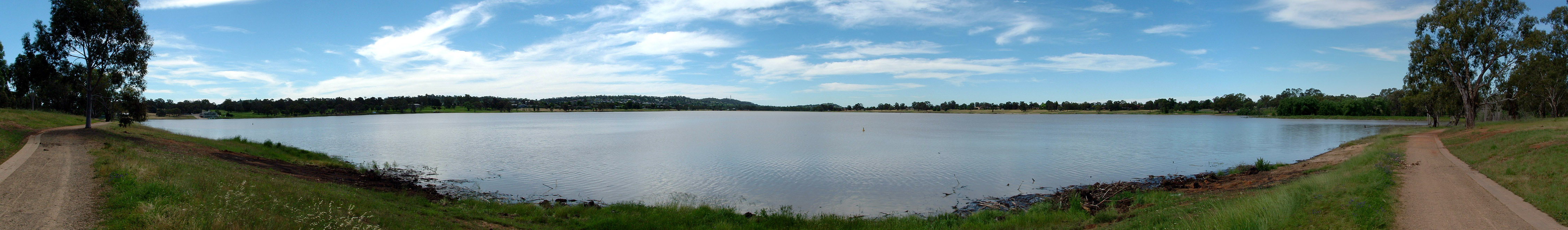
Le lac Albert.

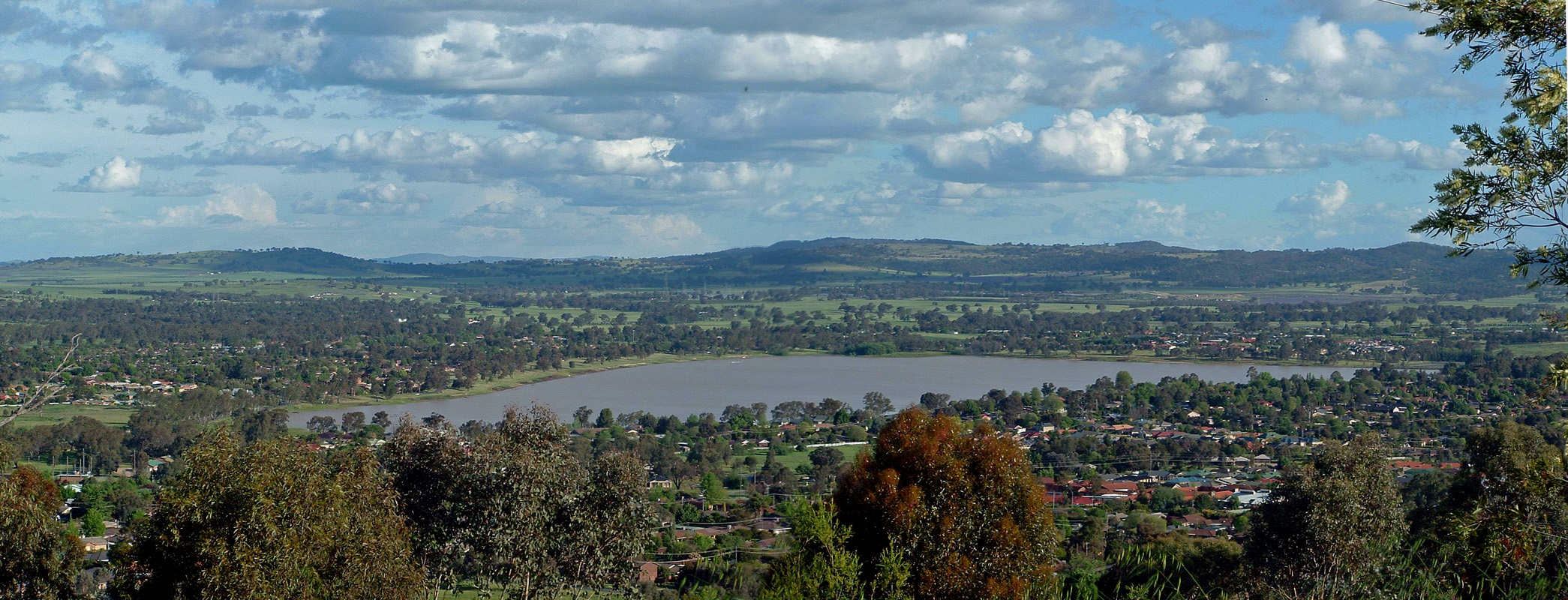
Le lac Albert vu de Willans Hill.